# Fausto Rey
Fausto Ramón Sepúlveda (Higüey; 1 de diciembre de 1951), más conocido como Fausto Rey es un cantautor dominicano.

## Biografía
Es hijo de Cristobalina Sepúlveda y del músico Antolín Soler. Con su padre biológico tuvo un contacto casi nulo y desde muy pequeño fue adoptado por Secundino D'Aza, esposo de su madre. Siendo muy joven realizó algunos oficios informales como limpiabotas y vendedor ambulante para ayudar al sustento familiar.
Mientras vivía en la provincia La Romana, formó el grupo de rock Los Magnéticos. Su interés por la música lo motivó a presentarse en programas de aficionados hasta que fue descubierto por Johnny Ventura  quien de inmediato lo incorporó a su orquesta, el “Combo show”.  
En los años setenta fue contratado por el célebre sello disquero Fania, participando con Larry Harlow en el disco "La Responsabilidad".  En 1979 realizó, junto a la cantante puertorriqueña Sophy, un concierto a toda capacidad en el estadio Olímpico de la ciudad de Santo Domingo, donde se dieron cita decenas de miles de sus fanáticos.
Fausto Rey se ha presentado en Estados Unidos, Argentina, Colombia,Chile, Haití, Cuba, Panamá, entre otros países. Su versatilidad como cantante le ha permitido abordar una gran cantidad de géneros tales como boleros, salsa, merengue, bossa novas, blues, jazz entre otros.  También es un experimentado guitarrista  y multinstrumentista.  
Desde el 2012 reside en los Estados Unidos.

## Discografía
- Fausto Rey (1970)

1. Moriré sin ti
2. Sigo
3. No me busques
4. Lo imposible
5. La gente necesita amor
6. Lisa
7. Dime
8. Y no la puedo olvidar
9. Por amarte
10. Los santos
11. Porque dudas
12. Muñequita, ven

- Fausto Rey II (1971)

1. Concierto en gris
2. Te regalo mis sueños
3. Pecado mortal
4. Vayamos a aquel bar
5. Historia de amor
6. El inventario
7. Eso lo castiga Dios
8. Oye
9. Que triste
10. La lluvia

- Fausto Rey III (1972)

1. Es tu día feliz
2. ¿Qué me vas a decir?
3. Sal a bailar
4. Sin querer queriendo
5. Porque la poesía es la alegría
6. Nos vamos a decir adiós
7. Se te hace tarde
8. Toda la semana parece domingo
9. Se marchó
10. Muchachos

- El Cuarto Álbum (1973)

1. Perdóname
2. Me muero por estar contigo
3. Adultos
4. El día que se olviden de ti
5. Esta noche
6. Si no es por amor
7. Ella es así
8. Quiero de ti más amor
9. Andando, soñando
10. Señora del cielo

- Fausto Rey V (1974)

1. Te habré ganado o te perdí
2. Vete de aquí
3. Loco dicen que soy
4. Tú, mi pequeña mujer
5. Propuesta
6. A las puertas del sol
7. Yo mañana
8. Cuidado amor, cuidado
9. Yolanda
10. Esta casa
11. Pídele a la vida
12. Tu carta

- Latino (1975)

1. Mensajero del amor
2. Aunque me cueste la vida
3. Volverás
4. Santo Domingo
5. No te confundas
6. Triángulo
7. De cigarro en cigarro
8. Dime (Feelings)
9. Así eres tú
10. El pájaro chogüi

- El Amor es natural (1977)

1. Todavía creo en el amor
2. Si me llegaran a pedir
3. La montaña
4. Guitarra bohemia
5. Cuando era un niño
6. Oh, vida mía
7. Si de amor nadie se muere
8. El amor es natural
9. Ahora si que estoy enamorado
10. Mujeres enamoradas

- La Responsabilidad (con Larry Harlow) (1979)

1. Encadenada (Encabulada)
2. El puerquito en la yuca
3. Siempre tú
4. Atienda lo suyo
5. Barra limpia
6. Tu va a Vei
7. Es un demonio ella
8. La responsabilidad

- Fausto Rey y Su Guitarra (1980)

1. Cariño
2. Eso lo castiga Dios
3. Sin hablar y sin llorar
4. Me pregunto que es amor
5. Busco ser tu amante
6. Quisqueya y nada más
7. Piénsalo bien, Mujer
8. Te esperaré
9. Te quiero
10. Nelly
11. Que nos bendiga dios
12. Enamorado de ti

- Interpreta a Juan Lockward (con Rafael Colón) (1982)

1. Quiéreme cual yo a ti
2. Poza del Castillo
3. Sin que nadie se entere
4. La india soberbia
5. Flor de té
6. Dilema
7. Cuando yo te olvidé
8. Puerto Plata
9. Santiago
10. Que Dios bendiga el Cibao

- Mi Linda Música (1984)

1. Mi linda música
2. El pájaro herido
3. ¿Cómo te puedo olvidar?
4. Vayamos a aquel bar
5. Brindemos más amor
6. Enamorado de ti
7. Nunca pensé
8. Cuando el amor llegue a ti

- La fiera (1985)

1. De que priva María
2. Tu belleza
3. Sin un amor
4. Tus sueños o yo
5. Se va la vida
6. El otro no va
7. El día que puedas
8. Quiero a esa

- La orquesta más completa! (1986)

1. Por fin llegó el amor
2. El pato muerto de risa
3. Blanca Nieves               ( Compositor: Fausto Rey)
4. Muñequita linda
5. La tapa                          ( Compositor: Fausto Rey)
6. Amor de estudiante
7. Gaviota
8. Se muere el fruto

- Sus éxitos (1994)

1. Me muero por estar contigo
2. Adultos
3. Si no es por amor
4. Ella es así
5. Te habré ganado o te perdí
6. Propuesta
7. Yo mañana
8. Yolanda
9. El día que se olviden de ti
10. Perdóname
11. Quiero de ti más amor
12. Loco dicen que soy
13. A las puertas del sol
14. Andando, soñando
15. Señora del Cielo

- El disco de oro (1997)

### Vol. 1
1. Lisa
2. El pájaro herido
3. Con los brazos cruzados
4. Es tu día feliz
5. Enamorado de ti
6. Historia de amor
7. El pato muerto de risa
8. Se va la vida
9. Amor de estudiante
10. Por fin llegó el amor
11. Sin querer queriendo
12. El día que puedas (Ahora me voy)
13. Blanca Nieves
14. ¿Qué me vas a decir?
15. Mi linda música

### Vol. 2
1. El inventario
2. Dolorita
3. Como dejar de quererte
4. De que priva María
5. Brindemos más amor
6. Habrá un Nuevo Mundo
7. Gaviota
8. Pecado mortal
9. Sin un amor
10. Te quiero dijiste (Muñequita linda)
11. Por amarte
12. Vayamos a aquel Bar
13. Cuando el amor llega
14. La tapa
15. ¿Cómo te puedo olvidar?

- Bachata a media voz (1998)

1. Dame un chin
2. Serpiente sin cascabel
3. Puro cuento
4. Yo te quiero
5. Obediencia
6. Ay, pero Mami
7. Quien te crees tú
8. Pero ya se te olvidó
9. Recordar
10. Tú y nada más